# کلودیا نایدیگ
کلودیا نایدیگ (انگلیسی: Claudia Neidig؛ زادهٔ ۱۷ دسامبر ۱۹۶۰) هنرپیشه، بازیگر تئاتر، و بازیگر سینما اهل آلمان است. او در بن آلمان زندگی می‌کند و یک پسر دارد. او در نقش‌های متعددی، از جمله در فیلم تعطیلات اروپا در سال ۱۹۸۵ ظاهر شده‌است.